# نوروزبل
نوروزبل (به گیلکی: نؤرۊزبل) جشن آغاز سال نو گاه‌شماری دیلمی در آخرین روز اسفندار ماه است؛ هنگام غروب آتشی برمی‌افروزند و دور تا دور آتش با ساز و آواز و رقص و پایکوبی به استقبال سال نو می‌روند. به باور دیلمیان گیلکی‌زبان آتش کم‌کنندهٔ برف و سرما است. نوروزبل در لغت به معنی آتش نوروزی است.

## تاریخچه
در زبان گیلکی «بَل» به معنی شعله آتش است.
جشن نوروزبَل، جشنی باستانی محسوب می‌شود که برای اولین بار در سال ۱۳۸۵ توسط روستای ملکوت املش دوباره زنده شد. جشن تاریخی نوروزبل در گاه‌شمار گالشی به عنوان آغاز سال دیلمی ثبت شده و اقوام گیلان زمین، مردم غرب مازندران، الموت و طالقان این روز را جشن می‌گرفتند.

## آیین‌ها
یکی از رسوم اصلی، برپایی آتش در روز جشن است. از زمان‌های قدیم مردم گیل براین اعتقاد بودند که با پریایی آتش در چنین روزی از شدت سرما و برف در فصل‌های سرد سال کاسته می‌شود و هم چنین از خسارات و آسیب‌هایی که ممکن است در روزهای سرد به محصولات و خانه‌ها وارد شود، در امان خواهند ماند. برافروختن آتش و دود به مردم فرا رسیدن نوروز بل را خبر می‌دادند. سرگالش‌ها (چوپان ارشد) برای اجرای این مراسم شولا می‌پوشیدند و به مرتفع‌ترین قله اطراف می‌رفتند و آتش نوروزی را می‌افروختند. هدف از این کار آگاه کردن دیگر چوپانان از شروع فصل کوچ و بردن دام‌ها به پایین کوه و خبر دادن به کشاورزان از زمان آمدن برداشت محصول بود.
شعری که در گرداگرد آتش به شکل دست جمعی خوانده می‌شود:
گۊرۊم، گۊرۊم، گۊرۊم بل:
نؤرۊز ما نؤرۊزبل
نؤسال بۊبۊن سالˇ سۊ
نؤ بدی خؤنه واشۊ
نؤزا ؤ بۊد ؤ وابۊ
أمئه رۊزی‌ئره واشۊ

## جستار وابسته
- نوروزما